# Grand Prix Mexika 1987
Grand Prix Mexika 1987 (oficiálně Gran Premio de Mexico) se jela na okruhu Autódromo Hermanos Rodríguez v Mexico City v Mexiku dne 18. října 1987. Závod byl čtrnáctým v pořadí v sezóně 1987 šampionátu Formule 1.

## Kvalifikace
| Poř.   | No. | Jezdec             | Konstruktér            | Časy v kvalifikaci | Časy v kvalifikaci | Ztráta  |
| Poř.   | No. | Jezdec             | Konstruktér            | Q1                 | Q2                 | Ztráta  |
| ------ | --- | ------------------ | ---------------------- | ------------------ | ------------------ | ------- |
| 1      | 5   | Nigel Mansell      | Williams-Honda         | 1:20.696           | 1:18.383           | —       |
| 2      | 28  | Gerhard Berger     | Ferrari                | 1:19.992           | 1:18.426           | +0.043  |
| 3      | 6   | Nelson Piquet      | Williams-Honda         | 1:20.701           | 1:18.463           | +0.080  |
| 4      | 20  | Thierry Boutsen    | Benetton-Ford          | 1:20.766           | 1:18.691           | +0.308  |
| 5      | 1   | Alain Prost        | McLaren-TAG            | 1:20.572           | 1:18.742           | +0.359  |
| 6      | 19  | Teo Fabi           | Benetton-Ford          | 1:22.666           | 1:18.992           | +0.609  |
| 7      | 12  | Ayrton Senna       | Lotus-Honda            | 1:21.361           | 1:19.089           | +0.706  |
| 8      | 7   | Riccardo Patrese   | Brabham-BMW            | 1:21.720           | 1:19.889           | +1.506  |
| 9      | 27  | Michele Alboreto   | Ferrari                | 1:21.290           | 1:19.967           | +1.584  |
| 10     | 8   | Andrea de Cesaris  | Brabham-BMW            | 1:22.930           | 1:20.141           | +1.758  |
| 11     | 17  | Derek Warwick      | Arrows-Megatron        | 1:23.347           | 1:21.664           | +3.281  |
| 12     | 18  | Eddie Cheever      | Arrows-Megatron        | 1:24.445           | 1:21.705           | +3.322  |
| 13     | 9   | Martin Brundle     | Zakspeed               | 1:25.184           | 1:21.711           | +3.328  |
| 14     | 24  | Alessandro Nannini | Minardi-Motori Moderni | 1:26.055           | 1:22.035           | +3.652  |
| 15     | 2   | Stefan Johansson   | McLaren-TAG            | 1:22.185           | 1:22.382           | +3.802  |
| 16     | 11  | Satoru Nakadžima   | Lotus-Honda            | 1:23.750           | 1:22.214           | +3.831  |
| 17     | 10  | Christian Danner   | Zakspeed               | 1:23.992           | 1:22.593           | +4.210  |
| 18     | 25  | René Arnoux        | Ligier-Megatron        | 1:24.299           | 1:23.053           | +4.670  |
| 19     | 23  | Adrián Campos      | Minardi-Motori Moderni | 1:27.798           | 1:23.955           | +5.572  |
| 20     | 16  | Ivan Capelli       | March-Ford             | 1:27.161           | 1:24.404           | +6.021  |
| 21     | 26  | Piercarlo Ghinzani | Ligier-Megatron        | 1:27.059           | 1:24.553           | +6.170  |
| 22     | 3   | Jonathan Palmer    | Tyrrell-Ford           | 1:27.306           | 1:24.723           | +6.340  |
| 23     | 29  | Yannick Dalmas     | Lola-Ford              | 1:28.156           | 1:24.745           | +6.362  |
| 24     | 30  | Philippe Alliot    | Lola-Ford              | 1:27.184           | 1:25.096           | +6.713  |
| 25     | 4   | Philippe Streiff   | Tyrrell-Ford           | 1:27.011           | 1:26.305           | +7.922  |
| 26     | 21  | Alex Caffi         | Osella-Alfa Romeo      | 1:27.670           | 1:30.010           | +9.287  |
| 27     | 14  | Pascal Fabre       | AGS-Ford               | 1:30.285           | 1:28.655           | +10.272 |
| Zdroj: |     |                    |                        |                    |                    |         |

## Závod
| Poř.   | No. | Jezdec             | Konstruktér            | Počet kol | Čas/Odstoupení | Pořadí na startu | Body |
| ------ | --- | ------------------ | ---------------------- | --------- | -------------- | ---------------- | ---- |
| 1      | 5   | Nigel Mansell      | Williams-Honda         | 63        | 1:26:24.207    | 1                | 9    |
| 2      | 6   | Nelson Piquet      | Williams-Honda         | 63        | + 26.176       | 3                | 6    |
| 3      | 7   | Riccardo Patrese   | Brabham-BMW            | 63        | + 1:26.879     | 8                | 4    |
| 4      | 18  | Eddie Cheever      | Arrows-Megatron        | 63        | + 1:41.352     | 12               | 3    |
| 5      | 19  | Teo Fabi           | Benetton-Ford          | 61        | + 2 kola       | 6                | 2    |
| 6 (1)  | 30  | Philippe Alliot    | Lola-Ford              | 60        | + 3 kola       | 24               | 1    |
| 7 (2)  | 3   | Jonathan Palmer    | Tyrrell-Ford           | 60        | + 3 kola       | 22               |      |
| 8 (3)  | 4   | Philippe Streiff   | Tyrrell-Ford           | 60        | + 3 kola       | 25               |      |
| 9 (4)  | 29  | Yannick Dalmas     | Lola-Ford              | 59        | + 4 kola       | 23               |      |
| Ret    | 12  | Ayrton Senna       | Lotus-Honda            | 54        | Spojka         | 7                |      |
| Ret    | 16  | Ivan Capelli       | March-Ford             | 51        | Únik vody      | 20               |      |
| Ret    | 21  | Alex Caffi         | Osella-Alfa Romeo      | 50        | Motor          | 26               |      |
| Ret    | 26  | Piercarlo Ghinzani | Ligier-Megatron        | 43        | Únik vody      | 21               |      |
| Ret    | 23  | Adrián Campos      | Minardi-Motori Moderni | 32        | Převodovka     | 19               |      |
| Ret    | 25  | René Arnoux        | Ligier-Megatron        | 29        | Přehřátí       | 18               |      |
| Ret    | 17  | Derek Warwick      | Arrows-Megatron        | 26        | Nehoda         | 11               |      |
| Ret    | 8   | Andrea de Cesaris  | Brabham-BMW            | 22        | Nehoda         | 10               |      |
| Ret    | 28  | Gerhard Berger     | Ferrari                | 20        | Turbo          | 2                |      |
| Ret    | 20  | Thierry Boutsen    | Benetton-Ford          | 15        | Elektronika    | 4                |      |
| Ret    | 24  | Alessandro Nannini | Minardi-Motori Moderni | 13        | Turbo          | 14               |      |
| Ret    | 27  | Michele Alboreto   | Ferrari                | 12        | Motor          | 9                |      |
| Ret    | 9   | Martin Brundle     | Zakspeed               | 3         | Turbo          | 13               |      |
| Ret    | 2   | Stefan Johansson   | McLaren-TAG            | 1         | Kolize         | 15               |      |
| Ret    | 11  | Satoru Nakadžima   | Lotus-Honda            | 1         | Kolize         | 16               |      |
| Ret    | 10  | Christian Danner   | Zakspeed               | 1         | Kolize         | 17               |      |
| Ret    | 1   | Alain Prost        | McLaren-TAG            | 0         | Kolize         | 5                |      |
| DNQ    | 14  | Pascal Fabre       | AGS-Ford               |           |                |                  |      |
| Zdroj: |     |                    |                        |           |                |                  |      |

## Průběžné pořadí po závodě
Pohár jezdců
| Pořadí | Jezdec           | Body    |
| ------ | ---------------- | ------- |
| 1      | Nelson Piquet    | 73 (76) |
| 2      | Nigel Mansell    | 61      |
| 3      | Ayrton Senna     | 51      |
| 4      | Alain Prost      | 46      |
| 5      | Stefan Johansson | 26      |
| Zdroj: |                  |         |

Pohár konstruktérů
| Pořadí | Konstruktér    | Body |
| ------ | -------------- | ---- |
| 1      | Williams-Honda | 137  |
| 2      | McLaren-TAG    | 72   |
| 3      | Lotus-Honda    | 57   |
| 4      | Ferrari        | 26   |
| 5      | Benetton-Ford  | 22   |
| Zdroj: |                |      |

Pořadí Jim Clark Trophy
| Pořadí | Jezdec           | Body |
| ------ | ---------------- | ---- |
| 1      | Jonathan Palmer  | 77   |
| 2      | Philippe Streiff | 68   |
| 3      | Philippe Alliot  | 43   |
| 4      | Ivan Capelli     | 38   |
| 5      | Pascal Fabre     | 35   |

Pořadí Colin Chapman Trophy
| Pořadí | Konstruktér  | Body |
| ------ | ------------ | ---- |
| 1      | Tyrrell-Ford | 145  |
| 2      | Lola-Ford    | 43   |
| 3      | March-Ford   | 38   |
| 4      | AGS-Ford     | 35   |